# Église Saint-Pierre-et-Saint-Paul de Moutiers-en-Puisaye
Pour les articles homonymes, voir Église Saint-Pierre-et-Saint-Paul.
L'église de Moutiers-en-Puisaye est une église située dans la commune de Moutiers-en-Puisaye, dans le département de l'Yonne, en France. Elle est placée sous le vocable des apôtres saint Pierre et saint Paul et a été fondée au Xe siècle, comme partie d'un monastère du VIIIe siècle. L'église actuelle est d'architecture romane, avec un caquetoire ajouté au XIIIe siècle dont les ouvertures ont été aménagées au XIVe siècle. L'édifice est remarquable par ses fresques intérieures médiévales.

## Description
Cette église est remarquable par ses peintures murales médiévales réalisées entre le XIIe siècle et le XVe siècle, décrivant des scènes bibliques (comme la Genèse ou le Déluge) et de la vie du Christ et des représentations de saints (saint Jean-Baptiste par exemple), ou de la Vierge. Celles du côté nord, de la chapelle nord et de chaque côté du portail datent du XIIe siècle (dont une belle Annonciation et une Nativité où la Vierge est allongée dans une sorte de lit); celles du côté sud, du XIIIe siècle. Elle possède un autel baroque à retable décoré de statues et d'un tableau du Reniement de saint Pierre. Le chœur est fermé par une belle grille du XIXe siècle.

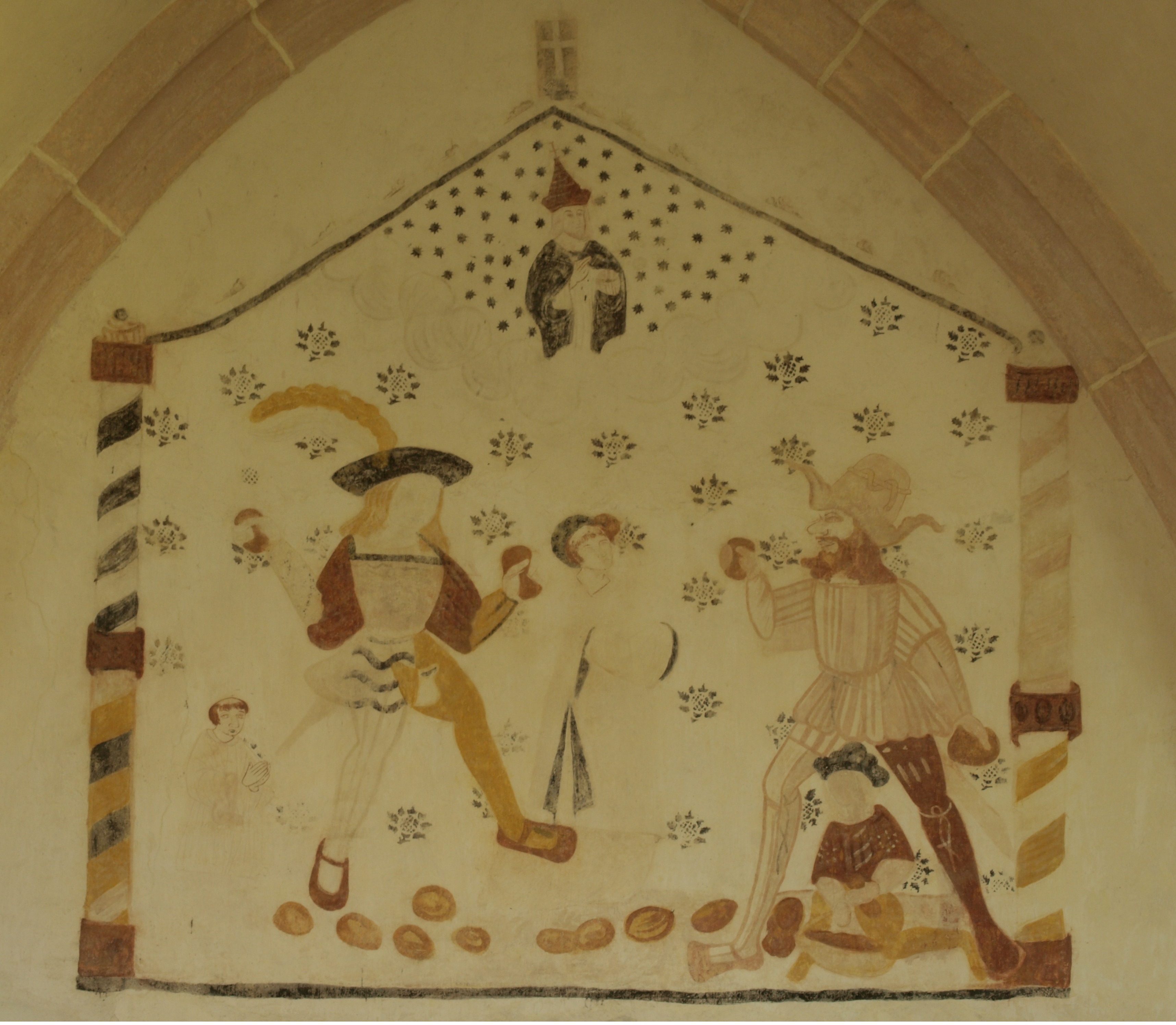
Peinture murale: La Lapidation de saint Étienne
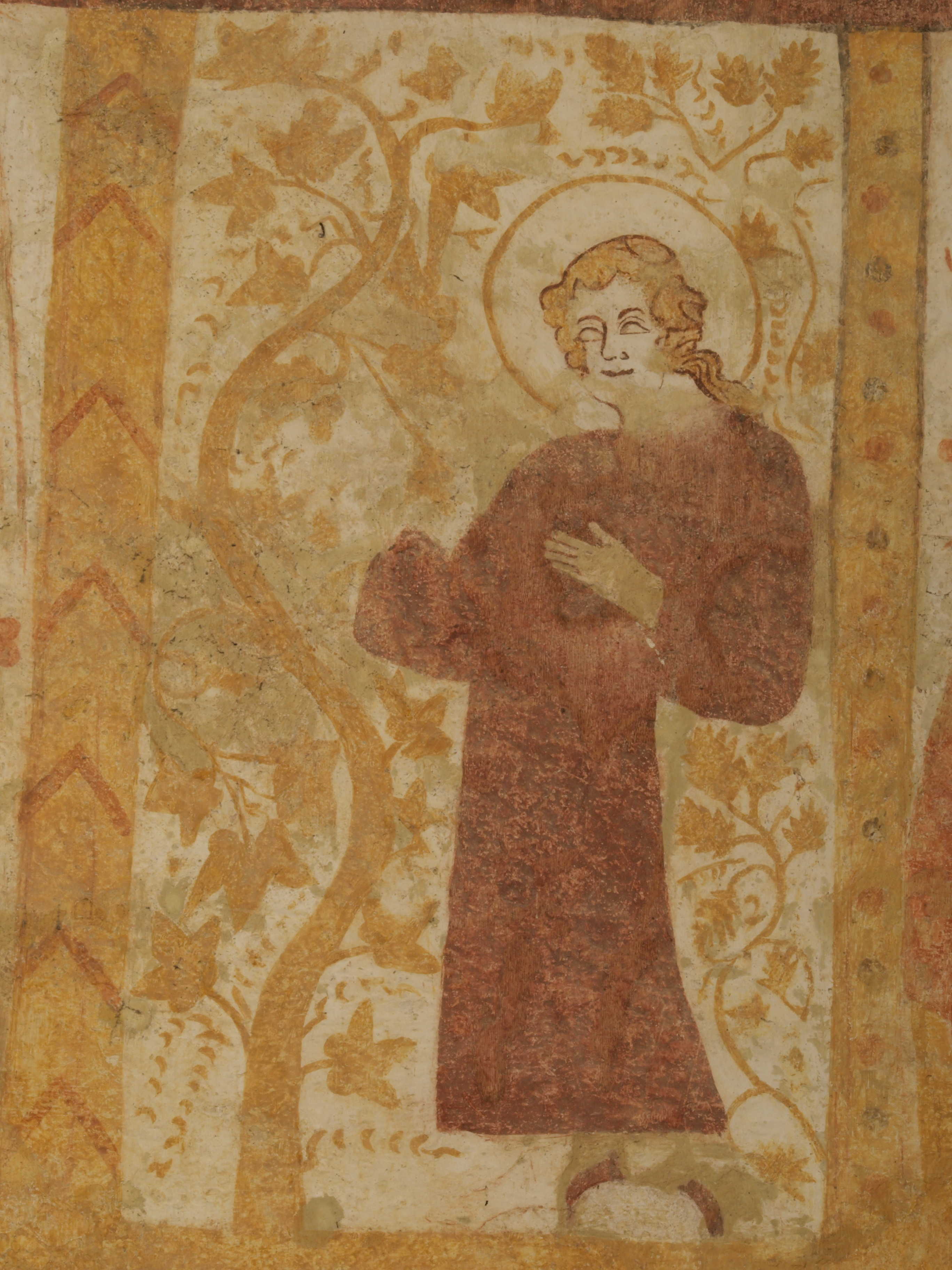
Peinture murale
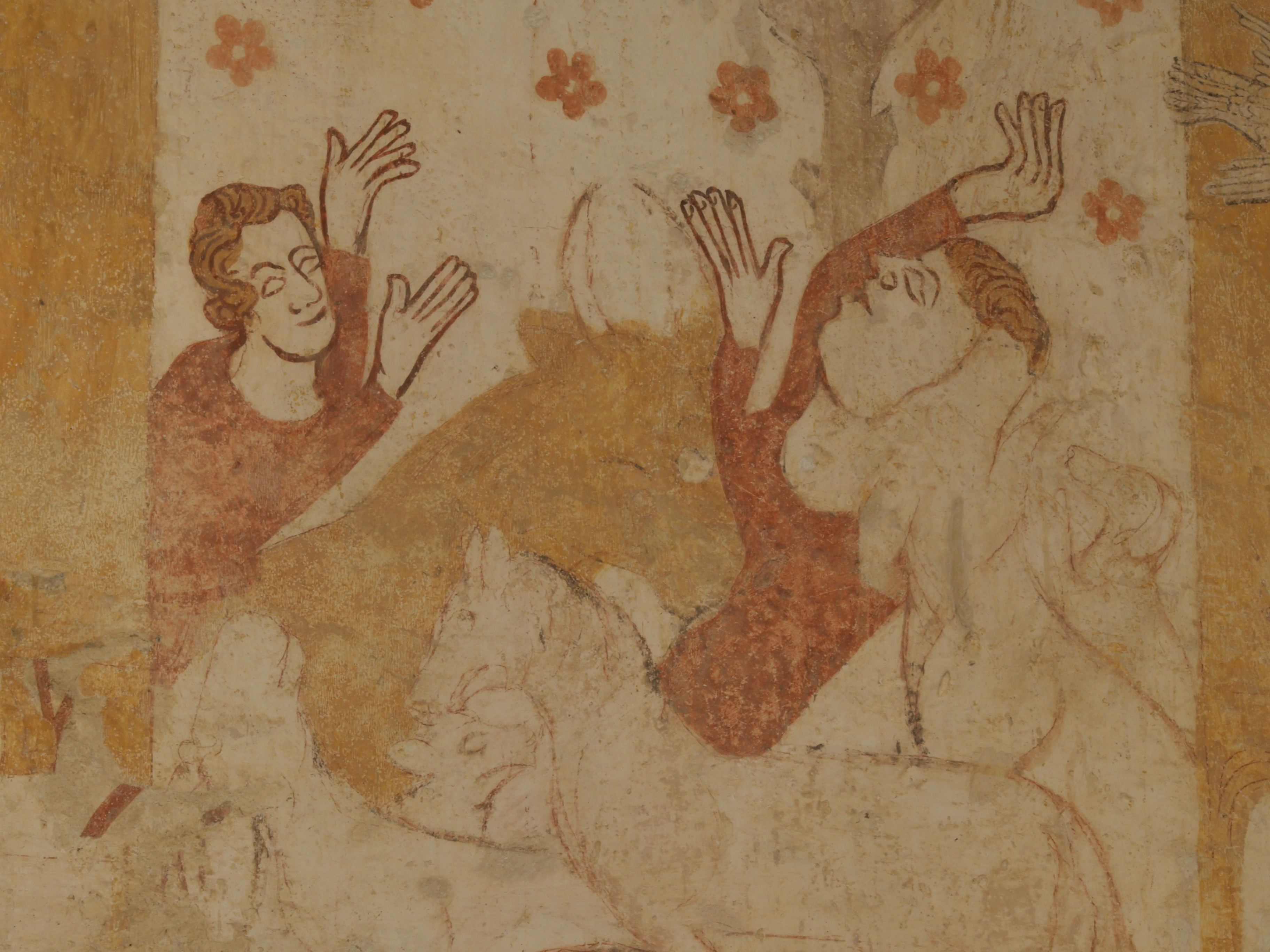
Peinture murale (détail)
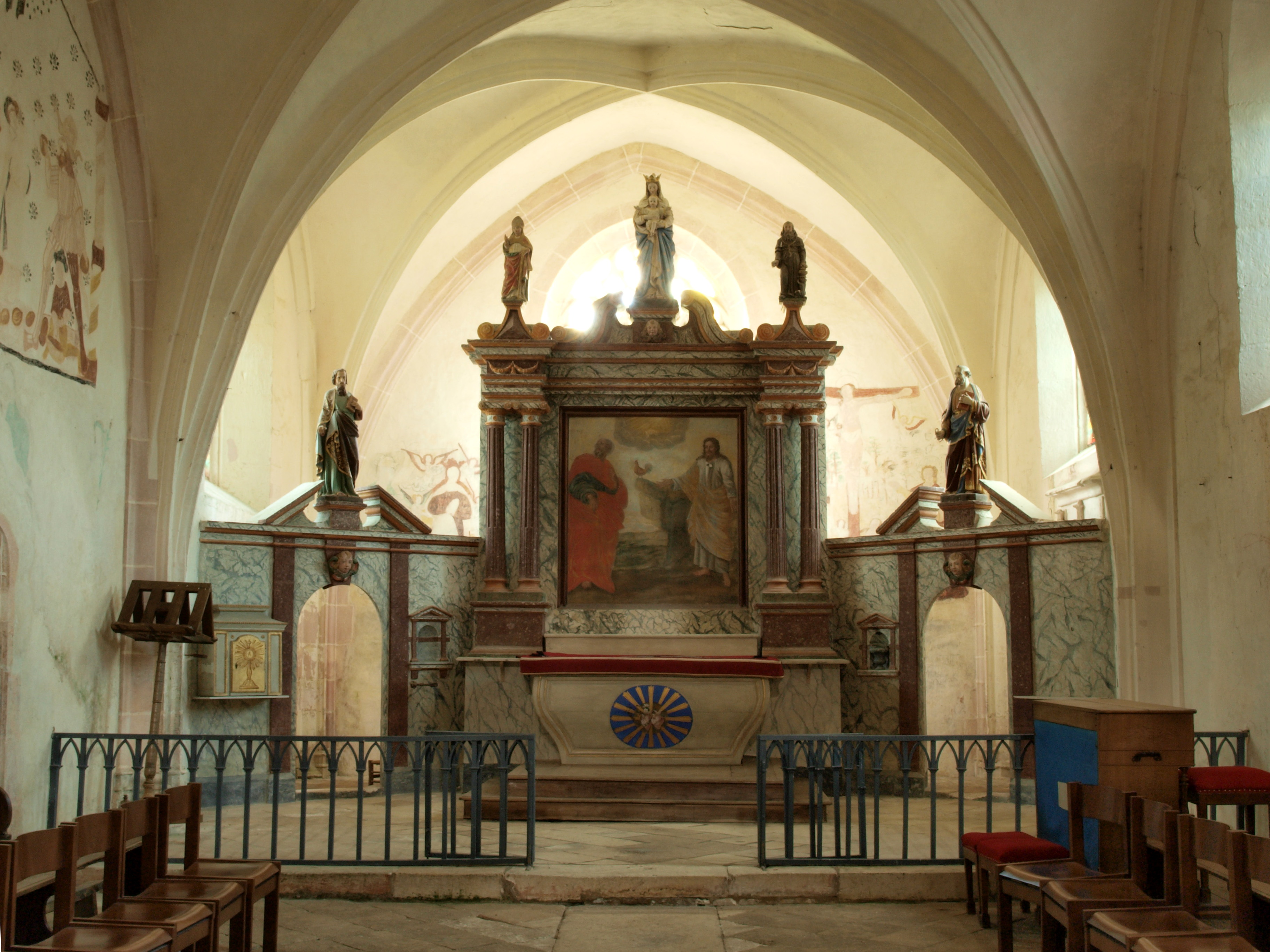
Vue du chœur avec le maître-autel baroque

## Historique
L'église est édifiée avant l'an mil par des moines (d'où le nom de Moutiers), avec un hospice accueillant les pèlerins en provenance de Bretagne ou d'Angleterre et allant en pèlerinage à Rome au tombeau de saint Pierre.
Possession de l'évêché d'Auxerre jusqu'au Xe siècle, l'évêque Héribert (demi-frère du duc des Francs Hugues le Grand) en fait don avec dix autres églises à l'abbaye Saint-Germain d'Auxerre après que saint Mayeul a rétabli la règle monastique à Saint-Germain.
L'église est d'architecture romane avec un porche à caquetoire du XIIIe siècle. Elle a été remarquée et étudiée par Viollet-le-Duc. Le chœur et les chapelles latérales sont du XVe siècle. Sa nef est à vaisseau unique avec une petite chapelle de chaque côté esquissant un transept.
L'édifice est classé au titre des monuments historiques par la liste de 1862.
Les fresques murales ont été découvertes en 1982 sous une couche de badigeon et restaurées pendant plus de douze ans par Hisao Takahashi, restaurateur japonais installé à Autun. Ses 200 mètres carrés de peintures murales représentent un des ensembles de fresques parmi les plus importants de Bourgogne.

## Valorisation du patrimoine
L'association Les amis de Moutiers est active sur cette église et mobilise des fonds avec l'appui de la Fondation du patrimoine.